# Complejo molecular de la nube de Orión
El Complejo molecular de la nube de Orión, o simplemente el Complejo de Orión, es un gran grupo de nebulosas brillantes, nubes oscuras y estrellas jóvenes en la constelación de Orión. La nube está a 1500 a 1600 años luz de distancia, y con diámetro de cientos de años luz. Varias partes de la nebulosa son visibles con binoculares y telescopios pequeños, y algunas partes (como la propia nebulosa de Orión) se aprecian a simple vista.
La nebulosa es importante debido a su gran tamaño, pues se propaga varios grados desde el cinturón de Orión a la espada de Orión. También es una de las regiones más activas de formación estelar visibles en el cielo nocturno, y alberga varios discos protoplanetarios y estrellas muy jóvenes. La nebulosa es brillante en longitudes de onda infrarrojas debido a los procesos de calor intenso que actúan en la formación estelar, aunque el complejo contiene nebulosas oscuras, nebulosas de emisión, nebulosas de reflexión, y regiones H II.

## Nebulosas en la nube de Orión
La siguiente es una lista de nebulosas notables dentro de la nebulosa compleja  más grande:
- La nebulosa de Orión, también conocida como M42
- M43, que es parte de la nebulosa de Orión
- IC 434, que contiene la nebulosa Cabeza de Caballo
- Bucle de Barnard
- M78, una nebulosa de reflexión
- Nube molecular de Orión 1 (OMC-1) con el objeto Becklin-Neugebauer y Kleinmann bajo la nebulosa
- Nube molecular de Orión 2 (OMC-2)
- Nube molecular de Orión 3 (OMC-3)
- Nube molecular de Orión 4 (OMC-4)
- Nebulosa de la Flama (NGC 2024)
- Anillo molecular Lambda Orionis (Sh2-264)
- También la Asociación Orion OB1 es parte de este complejo.

- Datos: Q16742
- Multimedia: Orion Molecular Cloud Complex / Q16742